# Monumento al Zar Libertador
El Monumento al Zar Libertador (en búlgaro: Паметник на Цар Освободител) es un monumento ecuestre en el centro de Sofía, la capital de Bulgaria. Fue erigido en honor del emperador (Zar) ruso Alejandro II, quien liberó a Bulgaria de la dominación otomana durante la guerra ruso-turca de 1877 y 1878. 
El autor del monumento neoclásico es el escultor italiano Arnaldo Zocchi, que ganó el proyecto en competencia con otros 31 artistas de 12 países (y con un total de 90 artistas de 15 países que estuvieron interesados) al final del siglo XIX.